# Trichopeltarioidea
Trichopeltarioidea is een superfamilie van kreeftachtigen uit de klasse van de Malacostraca (hogere kreeftachtigen).

## Familie
- Trichopeltariidae Tavares & Cleva, 2010